# 온도풍

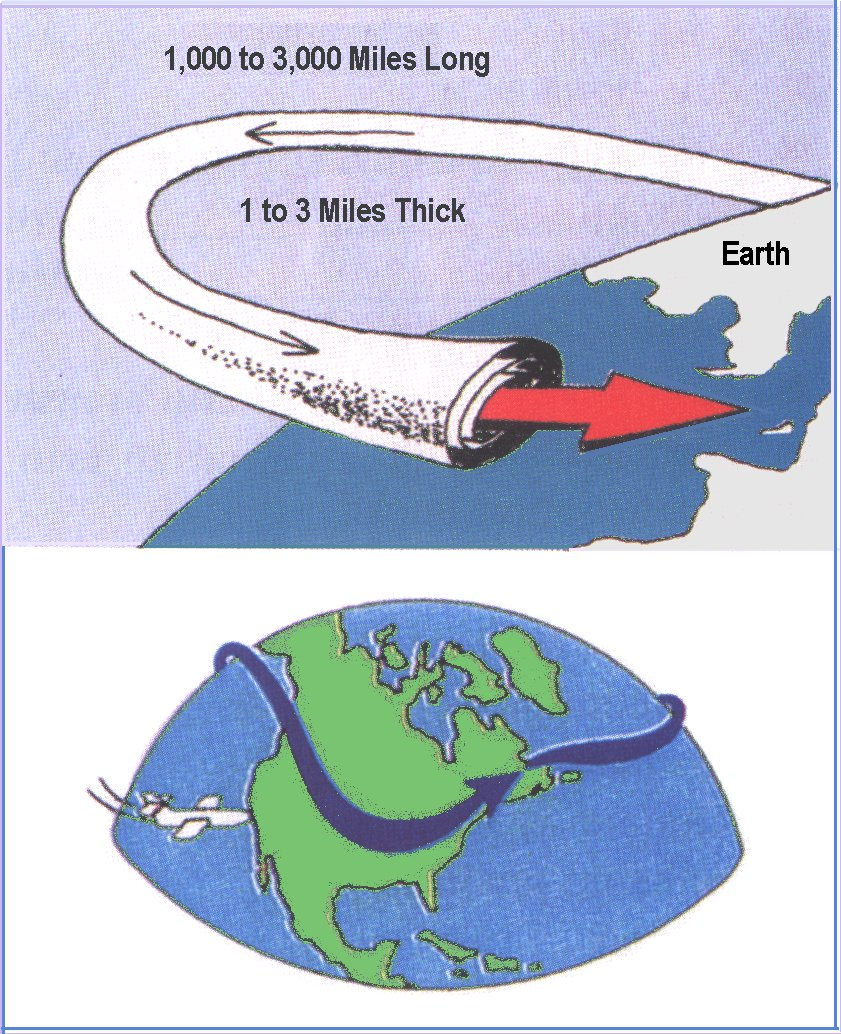
중위도 제트류는 대표적인 온도풍의 예시이다.

온도풍(温度風, thermal wind)은 대기의 온도차를 원인으로 하여 발생하는, 고도가 서로 다른 두 점 사이의 바람의 속도벡터 차이이다. 어디까지나 "차이"이며, 그런 바람이 실제로 불고 있는 것은 아니다.
기압이 일정하지만 기온은 균일하지 않은 평면을 생각한다. 기압이 균일하므로 기압경도력이 작용하지 않고, 이 평면상에서 바람은 불지 않는다. 한편, 정역학적 평형 관계식에 의해 고도가 올라갈 때마다 기압이 감소하는 정도는 기온이 낮은 곳에서 더 크다.  따라서 그 평면 상공에서는 기온이 높은 곳의 상공이 고기압, 기온이 낮은 곳의 상공이 저기압이 된다. 하여 지표에서 부는 바람과 별개로 상공에서 부는 바람이 있는데, 한 지점의 상공 바람 벡터에서 지표 바람 벡터를 빼면 그것이 온도풍 벡터가 되고, 그 방향은 등온선과 평행하다.
평면상의 기압이 일정치 않고 평면상에도 바람이 불 경우 그 상공의 바람은 온도풍과 평면상의 바람의 성분을 합한 것이 된다. 반대로 상공의 바람에서 평면상의 바람을 빼면 온도풍이 된다. 대류권에서는 적도 부근이 가장 기온이 높고, 양극으로 갈수록 기온이 내려간다. 따라서 온도풍은 서풍으로 분다. 고도가 높아질수록 서풍이 강해지고, 대류권계면 부근에서 가장 강해진다.